# Biserica Adormirea Maicii Domnului din Pădureni
Biserica ortodoxă cu hramul „Adormirea Maicii Domnului” este situată în partea de nord-vest a satului Pădureni, component al comunei Buturugeni din județul Giurgiu. Lăcașul de cult a fost construit în 1827 și are statut de monument istoric (cod:  GR-II-m-B-15057).

Localizarea bisericii pe harta localității